# Tage Mortensen
Tage Mortensen (født 9. oktober 1932, død 16. maj 2001) var en dansk komponist og kordirigent, som i årene 1966-2000 var chefdirigent for DR Pigekoret. 
Tyve år efter hans død kom det gennem en advokatundersøgelse frem, at mange af pigekorets medlemmer i Tage Mortensens tid som dirigent var blevet udsat for krænkelser og grænseoverskridende adfærd.

## Karriere
Tage Mortensen voksede op i Frederikshavn som søn af stationsforstander Harald Mortensen og hustru Else Marie, født Larsen. Han tog i 1962 magisterkonferens i musikvidenskab fra Aarhus Universitet, men havde sideløbende hermed fra 1959 uddannet sig til producer i Danmarks Radio. Herefter fulgte ansættelser som bl.a. gymnasielærer, timelærer ved Danmarks Lærerhøjskole, kvotadocent ved Nordjysk Musikkonservatorium og undervisningsassistent ved Københavns Universitet, foruden administrative opgaver ved Folkeuniversitetet i Aarhus. 1962-72 ledede han Nordjysk Pigekor og fra 1966 Danmarks Radios pigekor, som han turnerede med i både indland og udland. Som komponist skrev han arrangementer og værker for lige stemmer.
Mortensen måtte i 1970-erne og 80-erne kæmpe for DR-pigekorets overlevelse, idet Børne- og Ungdomsafdelingen (B&U), hvor koret oprindeligt hørte hjemme, i årevis ønskede at nedlægge det. Det lykkedes ham redde koret ved at flytte det, først til Provinsafdelingen, og senere til Københavns Radio og endelig til Musikafdelingen.
DR Pigekoret og Tage Mortensen blev i 1988 tildelt Modersmål-Prisen.
Trods sit mangeårige virke i København bevarede Mortensen gennem hele sit liv en tæt tilknytning til Frederikshavn, og havde således i alle årene bopæl i sine forældres hus på Vinkelvej.

## Eftermæle og MeToo-sag
DR fremlagde i efteråret 2021 resultatet af en advokatundersøgelse, som dokumenterede, at mange af pigekorets medlemmer gennem årtier, under både Tage Mortensens og efterfølgeren Michael Bojesens tid som dirigent, var blevet udsat for krænkelser af seksuel art, hvilket bl.a. medførte, at Tage Mortensen posthumt fik frataget sin titel af æresdirigent.
En sidevej til Abildvej i Frederikshavn fik i 2011 navnet Tage Mortensen Vej. I lyset af MeToo-sagen diskuterede bystyret i 2021, om vejen skulle omdøbes, men et flertal af vejens beboere besluttede at bevare navnet.